# Maruch Santíz Gómez
Maruch Santíz Gómez o María Santíz Gómez (Ranchería Cruztón, San Juan Chamula, 1975) es una fotógrafa, escritora, diseñadora de bordados y textiles y actriz tzotzil.
Con su trabajo artístico, Maruch busca documentar y reivindicar la cosmovisión y simbología tzotzil utilizando un lenguaje estético minimalista. Sus proyectos los ha enfocado en explorar diversos aspectos de la cultura tzotzil: los mitos y creencias tsotsiles que explican fenómenos naturales y sociales en diversas comunidades; la herbolaria medicinal comunitaria empleada para curar diversos males y malestares; la gastronomía y vestimenta tzotzil así como mostrar la flora y fauna de la región donde nació. 
En cada proyecto artístico, Maruch realiza un proceso de investigación inmersiva comunitaria en diferentes regiones tsotsiles, en donde entrevista y platica con sus habitantes, principalmente ancianas, ancianos, adultas y adultos, para recuperar saberes comunitarios. Posteriormente, busca plasmar el conocimiento adquirido utilizando diversos medios: la fotografía, la escritura, el telar o el cuerpo. Su trabajo ha sido expuesto en múltiples galerías de la Ciudad de México como la Galería OMR, el Centro Cultural San Ángel) así como en espacios artísticos en Estados Unidos, Inglaterra, Alemania, España, Holanda, Suiza, Islandia y Taiwán.
Durante la década de los noventa, Maruch Sántiz fue reconocida, dentro del ámbito artístico mexicano, como la “revelación indígena de fin de siglo”. Hermann Bellinghausen escribió que “Maruch Sántiz no es la primera en retratar las cosas, pero lo hace como si lo fuera. Tampoco Cézanne fue el primer hombre que vería una manzana”.

## Trayectoria
A los 17 años, en 1993, Maruch asistió a un taller organizado por Lok’tamayach, Fotógrafos Mayas de Chiapas, en San Cristóbal de las Casas. Dicha organización fundó en 1992 el Archivo Fotográfico de Chiapas (AFC), bajo la coordinación del Centro de Investigaciones y Estudios Superiores en Antropología Social (CIESAS) y financiada por la Fundación Ford y buscaba brindarle oportunidades de expresión artística y culturales a personas de comunidades indígenas de Chiapas facilitándoles cámaras, películas y materiales de laboratorio para que las utilizaran con fines artísticos y/o documentales. 
En enero de ese año, Maruch le propuso un proyecto fotográfico a la organización con el fin de “rescatar y mantener nuestra cultura antepasada y nuestra lengua materna, […] estas palabras nunca se han escrito y nadie las ha fotografiado […] es lograr que estos conocimientos no se extingan”. Visitó varias comunidades tsotsiles de la región, habló con ancianas y les preguntó sobre las creencias y mitos de su comunidad. Posteriormente en su casa, Maruch recreó y fotografió estas creencias utilizando sus propios objetos e invitando a sus familiares a participar. Este material se convirtió en su primera serie fotográfica nombrada Creencias de nuestros antepasados y está constituida por más de 50 impresiones en blanco y negro que tienen título individual y la descripción de la creencia tanto en español como en tzotzil. En 1998 esta serie fue publicada como libro.
Del 2009 al 2010 ganó la beca de Jóvenes Creadores, en el rubro de Fotografía con la cual realizó su serie fotográfica “Registro de insectos, orugas y otros animales”. En el 2010 impartió el taller “La mirada del espejo” en donde trabajó con jóvenes tsotsiles de comunidades de los Altos de Chiapas. Este proyecto fue financiado por una beca del Programa de Estímulo a la Creación y al Desarrollo Artístico patrocinada por instancias culturales del gobierno chiapaneco. 
En 2011 impartió una ponencia sobre la fotografía chiapaneca en el marco del Encuentro de Centro Hemisférico de Performance y Política Chiapas.
Su trabajo fotográfico también forma parte del archivo digital ZoneZero y fue mostrado durante el Festival Internacional Cervantino en el 2015. Las universidades de Harvard y Stanford también cuentan con material fotográfico de Maruch. 
En el 2016 fue seleccionada para formar parte del Sistema Nacional de Creadores de Arte en el rubro de Fotografía. 

## Organizaciones con las que ha colaborado
- Cooperativa de Escritores Indígenas Sna Jtz’ibajom / La Casa del Escritor[11]
- Archivo Fotográfico de Chiapas (AFC) de las organización Lok’tamayach, Fotógrafos Mayas de Chiapas[12]
- Taller “Educación en Artes: Curso de Formación de Formadores” impartido por la Maestra Lus Montero[9]
- ZoneZero

## Series fotográficas
- Creencias de nuestros antepasados, 1998
- El arte medicina ancestral, 2015
- La gastronomía
- Modas y estilos de los altos de Chiapas
- Las Sombras del Sueño, 2009
- Registro de insectos, orugas y otros animales, 2009-2010[1]

## Exposiciones y lugares
- 1998 - Creencias de Chamula, Centro Cultural San Ángel, Ciudad de México.
- 1998 - Creencias, Galería OMR, Ciudad de México.
- 2009 - Las Sombras del Sueño - Chiapas[13]
- 2015 - El arte de la medicina ancestral en Guanajuato, Festival Internacional Cervantino
- 2021 - Xaltilolli, Centro Cultural Universitario Tlatelolco, Ciudad de México.[14][15][16][17]

## Libros
- Creencias[18] – Maruch Sántiz Gómez / Hermann Bellinghausen / Editorial: Centro de la Imagen, 1998.